# 박정옥 (1948년)
박정옥(朴正玉, 1948년 6월 30일 ~ )는 대한민국의 정치인이다. 제5·6대 서울특별시 양천구의원을 지냈다.

## 학력
- 호남대학교 사학과 졸업
- 단국대학교 행정법무대학원 법학석사 졸업

### 비학위 수료
- 극동대학교 경영학 박사 수료

## 경력
- 육군병장 만기제대
- 경기도민일보 논설위원
- 부천신문 편집위원
- 극동대학교 경영학부 외래교수
- 극동대학교 대학원 자산관리학 강사
- 서울시청 법률상담위원
- 서울시청 임대차 조정분쟁실 상담위원
- 환경대학 정책위원
- 청원농장 대표
- 신정5동 청소년선도위원회 자문위원
- 김낙순 국회의원 특보
- 신정5동협의회 회장
- 통합민주당 지방자치특별위원회 부위원장
- 민주평화통일자문회의 자문위원
- 2008.06 ~ 2010.06 제5대 서울특별시 양천구의회 의원
- 2008.06 ~ 2008.07 제5대 서울특별시 양천구의회 전반기 복지건설위원회 위원
- 2008.07 ~ 2010.06 제5대 서울특별시 양천구의회 후반기 복지건설위원회 위원
- 2008.07 ~ 2010.06 제5대 서울특별시 양천구의회 후반기 예산결산특별위원회 위원장
- 2008.07 ~ 2010.06 제5대 서울특별시 양천구의회 후반기 복지건설위원회 부위원장
- 신월2동, 신정4동 주민자치위원회 상임고문
- 양천구 노인복지기금 심의위원
- 2012.04 ~ 2014.06 제6대 서울특별시 양천구의회 의원
- 2012.04 ~ 2012.07 제6대 서울특별시 양천구의회 전반기 행정재경위원회 위원
- 2012.07 ~ 2014.06 제6대 서울특별시 양천구의회 후반기 복지건설위원회 위원

## 역대 선거 결과
|  | 31.73% |

|  | 49.04% |